# Tikinmul
Tikinmul är en ort i Mexiko.   Den ligger i kommunen Campeche och delstaten Campeche, i den östra delen av landet, 900 km öster om huvudstaden Mexico City. Tikinmul ligger 18 meter över havet och antalet invånare är 1 663.
Terrängen runt Tikinmul är platt. Runt Tikinmul är det ganska tätbefolkat, med 86 invånare per kvadratkilometer. Tikinmul är det största samhället i trakten. I omgivningarna runt Tikinmul växer i huvudsak lövfällande lövskog.